# عاصرة

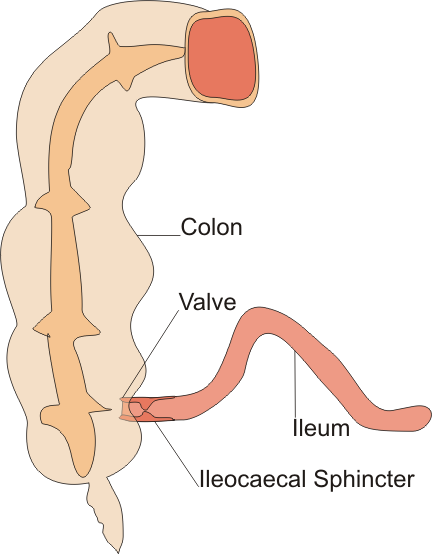
رسم بياني لصمام والعضلة العاصرة

العاصرة أو العضلة العاصرة أو المَصَرَّة (بالإنجليزية: Sphincter)‏ هي عضلة أسطوانية تحافظ على تضيق ممرات الجسم وفتحاته الطبيعية والتي ترتخي عند الحاجة عن طريق الوظيفة الفسيولوجية الطبيعية. توجد العضلات العاصرة في العديد من الحيوانات، وهناك ما يزيد على 60 نوعا منها في جسم الإنسان بعضها صغيرة لدرجة مجهرية، وبالأخص ملايين العضلات العاصرة قبل الشُّعَيريَّة. ترتخي العضلات العاصرة بعد الموت، ومن المحتمل أن يسبب ذلك تحرر السوائل